# Pallejà (kommun)
Pallejà är en kommun i Spanien.   Den ligger i provinsen Província de Barcelona och regionen Katalonien, i den östra delen av landet, 500 km öster om huvudstaden Madrid. Antalet invånare är 11 255. Arean är 8,4 kvadratkilometer. Pallejà gränsar till Castellbisbal, El Papiol, Molins de Rei, Sant Vicenç dels Horts, La Palma de Cervelló och Corbera de Llobregat. 
Terrängen i Pallejà är platt åt sydost, men åt nordväst är den kuperad.